# Прохоров, Сергей Антонович
Сергей Антонович Прохоров (род. 8 марта 1947) — советский и российский учёный, доктор технических наук, руководитель Самарского отделения научного совета по проблемам методологии искусственного интеллекта РАН
, действительный член Международной академии информатизации, Международной общественной организации «Академия навигации и управления движением», заслуженный работник высшей школы Российской Федерации
.

## Образование
- 1965—1970 гг. — проходил обучение в Куйбышевском политехническом институте имени В. В. Куйбышева на факультете «автоматики и измерительной техники»
- 1972—1974 гг. — проходил обучение в аспирантуре Куйбышевского политехнического института, защитил диссертацию на соискание учёной степени «Кандидат технических наук»
- 1979 год — получил учёное звание «Доцент» кафедры информационно-измерительных систем;
- 1987 год — защитил диссертацию на соискание ученой степени «Доктор технических наук»
- 1989 год — получил учёное звание «Профессор» по кафедре автоматизированных систем управления[2].

## Деятельность
- С 1988 года по настоящее время — заведующий кафедрой информационных систем и технологий Самарского университета;
- С 1988 по 1996 гг. — являлся председателем Головного Совет Минвуза России по автоматизации научных исследований;
- С 1989 по 2005 гг. — декан факультета информатики СГАУ;
- С 1993 по 2000 гг. — директор Самарского филиала Российского НИИ информационных систем.

Подготовил трёх докторов и более 20 кандидатов технических наук. Являлся официальным оппонентом по более чем 30 докторским и 30 кандидатским диссертациям.

### Публикации
Опубликовал более 350 научных работ, в том числе 18 монографий. Имеет 10 свидетельств о государственной регистрации программного обеспечения для ЭВМ. 40 авторских свидетельств.

## Награды

### Медали
- Келдыша М. В., Гагарина Ю. А. федерации космонавтики РФ,

- «За заслуги перед городом Самара»

### Нагрудные знаки
- РАЕ «Заслуженный деятель науки и образования»,
- «Основатель научной школы»,
- «Ветеран космодрома Плесецк»,
- «Победитель социалистического соревнования» (1975 год),
- «Изобретатель СССР»

### Почётные грамоты
- Самарской Губернской Думы (2002, 2007 гг.),
- Областного Совета народных депутатов (1992 год),
- Министерства образования и науки Самарской области (2007год);
- от главы городского округа г. Самары (2007 год)

### Другие награды
- Лауреат премии Ленинского комсомола (1978 год),
- Лауреат губернской премии в области науки и техники за (2002 год)
- Лауреат конкурса на лучшую научную книгу среди преподавателей ВУЗов России (2005, 2007, 2009 гг.),
- Лауреат Всероссийской выставки «Золотой фонд отечественной науки» (2009 год)[2][5].